# Central Falls
Central Falls ist eine Stadt im Providence County, Rhode Island, Vereinigte Staaten. Das U.S. Census Bureau hat bei der Volkszählung 2020 eine Einwohnerzahl von 22.583 auf einer Fläche von 3,3 km² ermittelt.  Central Falls hat seinen Namen von einem Wasserfall auf dem nahe gelegenen Blackstone River. Im August 2011 stellte die Central Falls einen Insolvenzantrag nach Chapter 9 des US-amerikanischen Insolvenzrechts.

## Geographie
Central Falls liegt zwischen Pawtucket und den Städten Cumberland und Lincoln, es liegt am Nordrand der Providence Metropolitan Area, eines Ballungsraumes an der Atlantikküste mit 1,5 Millionen Einwohnern rund um Providence, etwa 40 km südwestlich von Boston und 200 km nordöstlich von New York. Die Stadt ist gut an den Straßenverkehr angebunden, neben einigen State Routes im und beim Stadtgebiet verläuft die I-95 knapp westlich daran vorbei.

## Geschichte
Das Gebiet der späteren Stadt war vor 1800 dicht bewaldet und von Nipmuck-, Wampanoag- und Narraganset-Indianern bewohnt. Am 26. März 1676 kam es auf dem Gebiet der heutigen Gemeinde zu einer der verlustreichsten Niederlagen der Siedler gegen die Indianer im King Philip’s War. Erste Siedler kamen aus der Gegend von Smithfield, der heutige Name der Siedlung besteht seit 1824.
Die Stadt Central Falls wurde 1895 gegründet. Die Textilindustrie bestimmte wie auch in Pawtucket die Wirtschaft der Stadt bis weit in das 20. Jahrhundert, der Blackstone River stellte günstige Wasserkraft für die zahlreichen Textilmühlen der Stadt zur Verfügung. Darüber hinaus bestanden Hammermühlen zur Stahlverarbeitung das Stadtbild.
Im Stadtgebiet gibt es mehrere National Historic Places, darunter den Central Falls Mill Historic District, der mehrere historische Mühlen enthält, oder den South Central Falls Historic District, wo mehrere denkmalgeschützte Häuser zusammenstehen. Auch das Ensemble der Valley Falls Mill, Office and Bath House ist ein eingetragenes Denkmal, hier ist neben der 1855 erbauten Mühle von Valley Falls auch ein dazugehörendes Kontorgebäude und ein Badehaus erhalten.

## Demographie
Laut Volkszählung von 2000 gab es 6696 Haushalte und 4359 Familien in der Stadt. Die Bevölkerungsdichte war mit 6039,8 Menschen pro Quadratkilometer sehr hoch. Etwas mehr als 36 % der Bevölkerung waren Weiße und knapp 6 % Afro-Amerikaner, 28 % gehörten anderen Volksgruppen an. Etwas mehr als 67 % der Bevölkerung waren Hispanics oder Latinos. Das Pro-Kopf-Einkommen betrug 10.825 US-Dollar, 29 % der Bevölkerung lebte unter der Armutsgrenze.

## Söhne und Töchter der Stadt
- Francis Condon (1891–1965), Jurist und Politiker
- Charles Risk (1897–1943), Politiker
- Lincoln Almond (1936–2023), Politiker
- Viola Davis (* 1965), Schauspielerin